# Telostylinus praeses
Telostylinus praeses är en tvåvingeart som beskrevs av Willi Hennig 1937. Telostylinus praeses ingår i släktet Telostylinus och familjen Neriidae.
Artens utbredningsområde är Vanuatu. Inga underarter finns listade i Catalogue of Life.